# Ши Цзиньсянь, Николай
Николай Ши Цзиньсянь (кит. 史景贤, 3 декабря 1921 года, провинция Хэнань, Китай — 16 сентября 2009 года, Шанцю, Китай) — католический епископ, член монашеского ордена августинцев, ординарий епархии Шанцю.

## Биография
16 января 1940 года вступил в монашеский орден августинцев. 29 июля 1948 года он был рукоположён в священники.
После образования Китайской Народной Республики европейские августинцы, проживавшие в Китае, покинули страну, местные же члены монашеского ордена либо вынуждены были работать в подпольных условиях либо были арестованы и отправлены в трудовые исправительные лагеря.
В 1948 году Святой Престол назначил Николая Ши Цзиньсяня апостольским администратором епархии Шанцю. Находясь в подпольных условиях, работал врачом-офтальмологом. В 1953 году его арестовали за незаконную религиозную деятельность и отправили на три года в трудовой исправительный лагерь на кирпичный завод, после которого он пребывал два года в заключении в тюрьме до 1958 года. Освободившись из заключения, проживал вместе со своей матерью в условиях постоянного надзора. С 1979 года работал до выхода на пенсию преподавателем английского языка.
В 1980 году он вернулся к пастырской деятельности. Ему удалось убедить власти вернуть отобранную в 1948 году католическую церковь.
8 мая 1991 года Святой Престол назначил его епископом Шанцю. В 1996 году тайно рукоположил в епископа Иосифа Ван Дяньдуо.
13 мая 1999 года получил от китайских властей разрешение на занятие религиозной деятельностью.
С мая 2008 года до своей смерти 16 сентября 2009 года страдал болезнями Паркинсона, Альцгеймера и был прикован к постели.